# Yoshiya Takemura
Yoshiya Takemura (竹村 栄哉 Takemura Yoshiya?), född 6 december 1973 i Hiroshima prefektur, är en japansk före detta fotbollsspelare.
Takemura började sin karriär 1992 i Fujita Industries (Bellmare Hiratsuka). Med Bellmare Hiratsuka vann han japanska cupen 1994. 1998 flyttade han till Mito HollyHock. Efter Mito HollyHock spelade han för Oita Trinita, Omiya Ardija, Sagan Tosu och V-Varen Nagasaki. Han avslutade karriären 200.